# Carmelo Anthony
Pour les articles homonymes, voir Anthony.
Carmelo Anthony, surnommé Melo, né le 29 mai 1984 à Brooklyn dans l'État de New York (États-Unis), est un joueur américain de basket-ball. Pendant sa carrière, il évolue au poste d'ailier ou ailier fort. Lors de sa carrière universitaire, Carmelo Anthony mène l'Orange de Syracuse à leur premier titre de champions de la NCAA.
Recruté en troisième position par les Nuggets de Denver lors de la draft 2003 de la NBA, considérée comme l'une des meilleures avec la présence de quatre champions olympiques, LeBron James, Chris Bosh, Dwyane Wade et Anthony, et de nombreux participants du NBA All-Star Game, il rejoint après huit saisons aux Nuggets, les Knicks de New York en 2011.
Carmelo Anthony est l'un des deux joueurs de l'équipe nationale américaine (avec Kevin Durant, à compter quatre participations aux Jeux olympiques. Anthony y remporte une médaille de bronze en 2004 et trois titres en 2008, en 2012 et en 2016.
C'est l'un des meilleurs ailiers de la NBA des années 2000 et 2010 avec LeBron James et Kevin Durant, devançant ce dernier pour le titre de meilleur marqueur de la saison 2012-2013.
Il prend sa retraite en mai 2023.

## Biographie
Carmelo Anthony naît le 29 mai 1984 à Brooklyn, dans l'État de New York où il y a selon lui, « un terrain à chaque coin de rue ». Malheureusement, il perd son père à l'âge de deux ans. Grand passionné de basket-ball, Anthony rêve de devenir comme son idole, Bernard King[réf. nécessaire]. 
Il déménage pendant son enfance vers Baltimore dans un quartier défavorisé. Sa sœur Michelle meurt en 2010 alors qu'il était dans le Texas pour affronter les Spurs.

### Style de jeu et qualités
Carmelo Anthony évolue au poste d'ailier même si avec la NBA moderne il peut tout a fait jouer en position d'ailier fort. Il mesure 2,03 m et pèse 107 kg. Doté d'un grand répertoire d'actions offensives, il est assez difficile de défendre sur lui. Il est puissant et rapide, et l'arrière Kobe Bryant le confirme: « Il a toujours été le joueur sur qui je préfère défendre. Il est le plus difficile de tous à cause de sa taille et de sa vitesse. Anthony possède tout l’arsenal offensif et il est aussi fort qu’un taureau. Pour moi, c’est génial d’affronter ce taureau mais c’est aussi un défi. ».
Techniquement, Anthony est un expert de la pénétration dans la raquette, pouvant provoquer facilement les « And one » (panier avec la faute) et même défier les grands, et il pratique beaucoup l'isolation. Pratique critiquée pour son rôle peu collectif, elle n'a plus de secret pour Anthony : lorsqu'il reçoit le ballon à mi-distance, ses capacités offensives et athlétiques lui permettent de tout faire : il peut tirer immédiatement, tirer après avoir dribblé ou provoquer l'adversaire, et il peut aussi parfaitement jouer le 1 contre 1. Au niveau du tir, il est caractérisé comme un tir pur très esthétique.
Défensivement, Carmelo Anthony est critiqué pour son faible engouement.

### Carrière lycéenne et universitaire
Après trois années à la Towson Catholic High School de Baltimore, Carmelo Anthony intègre la Oak Hill Academy pour sa dernière année au niveau lycéen. Il marque cette saison 21,7 points et prend 7,4 rebonds en moyenne par rencontre. En 2002, il fait partie de la McDonald´s All-American Team (meilleurs joueurs qui sont au lycée). Il rejoint ensuite l'équipe universitaire de l'Orange de Syracuse, représentant l'Université de Syracuse dans l'État de New York, où il ne joue qu'une saison. Carmelo Anthony explose les compteurs, avec 22,2 points, 10 rebonds (22 double-double sur 35 matches), aux côtés notamment de Hakim Warrick. Il va au final four de la March Madness, tournoi final du championnat NCAA, où il est nommé joueur le plus remarquable (MOP). Syracuse remporte le titre face aux Jayhawks du Kansas sur le score de 81 à 78 dans une rencontre où Carmelo Anthony réalise 20 points, 10 rebonds, 7 passes et 1 interception.

### Carrière NBA

#### Nuggets de Denver (2003-2011)

##### Saison 2003-2004
Carmelo Anthony se présente à la draft 2003, qui a lieu comme tous les ans à New York. Il est sélectionné en troisième position par les Nuggets de Denver derrière LeBron James et Darko Miličić, et juste devant Chris Bosh et Dwyane Wade. Sur le plan collectif, Anthony et les Nuggets passent d'un bilan de 17 victoires et 65 défaites lors de la saison 2002-2003 à un bilan de 43 victoires et 39 défaites en 2003-2004. L'équipe se qualifie en playoffs pour la première fois depuis 1994 en finissant 8e de la conférence Ouest.
Individuellement, Anthony réalise une superbe saison : il est le meilleur marqueur des Rookies avec 21 points par match et compile en outre 6,1 rebonds, 2,8 passes et 1,2 interception. Il obtient tous les titres de rookie of the month (rookie du mois) de la Conférence Ouest, LeBron James réalisant la même performance dans la Conférence Est. Il participe au Rookie Game pendant le All-Star Weekend à Los Angeles. Cependant, c'est LeBron James qui est élu NBA Rookie of the Year à la fin de la saison régulière.
Denver perd 4-1 au premier tour des playoffs contre les Timberwolves du Minnesota avec un Carmelo Anthony toujours en apprentissage, qui n'arrive pas à élever son niveau de jeu. Il compte tout de même 15 points, 8,3 rebonds et 2,8 passes par match.

##### Saison 2004-2005
Collectivement, les Nuggets de Denver et Anthony s'améliorent avec 49 victoires pour 33 défaites, alors qu'ils viennent d'acquérir Kenyon Martin, qui sort d'une saison All-Star avec les Nets du New Jersey. Comme l'année dernière, Denver perd au 1er tour des playoffs 4-1, mais cette fois-ci contre les Spurs de San Antonio (futur champion).
Sur le plan individuel, Anthony réalise une saison en dessous des attentes : il compile néanmoins 20,8 points, 5,7 rebonds et 2,6 passes par match.
Le point d'orgue de la saison de Carmelo Anthony cette année-là est le Rookie Game lors du All-Star Weekend 2005, qui a lieu devant son public à Denver. Anthony est élu meilleur joueur du match (MVP) avec 31 points, 5 rebonds et 2 passes. Il n'est pourtant pas choisi par les entraîneurs pour jouer le NBA All-Star Game, les entraîneurs lui préférant Rashard Lewis.
En playoffs, Anthony déçoit en n'arrivant toujours pas à élever son niveau de jeu. Ses statistiques sont de 19,2 points, 5,4 rebonds et 2 passes de moyenne sur les 5 matchs.

##### Saison 2005-2006
Les Nuggets et Anthony parviennent à remporter leur division avec un bilan de 49 victoires et 33 défaites, mais c'est une nouvelle défaite au premier tour 4-1 contre les Clippers de Los Angeles qui stoppe leur parcours pourtant prometteur.
Carmelo Anthony, quant à lui, réalise une de ses meilleures saisons avec 26,5 points, 5 rebonds et 3 passes par match, ce qui ne lui permet cependant pas d'aller au All-Star Game.
Il est le seul à surnager lors des playoffs cette saison-là (21 points, 5,6 rebonds, 2,8 passes) avec un mois de novembre où la franchise bat toutes les équipes concurrentes et Carmelo Anthony réalise des statistiques de 33,7 points, 7,7 rebonds et 5,3 passes.
Il figure parmi les prétendants pour le titre de NBA Most Valuable Player mais, le 16 décembre 2006, lors de la rencontre opposant les Knicks de New York aux Nuggets de Denver au Madison Square Garden, une bagarre générale éclate alors qu'il restait moins de deux minutes de jeu et que le sort de la partie était déjà acquis (119 à 100 pour Denver). L'altercation intervient à la suite d'une faute grossière de Mardy Collins sur J.R. Smith parti en contre-attaque, les deux joueurs en viennent aux mains, puis le reste des joueurs, Nate Robinson et J. R. Smith se battent même dans les tribunes. La tension retombe après l'intervention de la sécurité et de certains joueurs qui tentent de calmer les esprits. C'est alors que Carmelo Anthony assène un coup de poing au visage de Mardy Collins. Le coéquipier de celui-ci Jared Jeffries tente de se faire justice lui-même, mais les joueurs et la sécurité l'en empêchent évitant ainsi que la situation ne dégénère davantage.
Anthony prend 15 matchs de suspension à la suite de cet incident. Durant l'absence d'Anthony, les Nuggets recrutent Allen Iverson pour les aider dans la quête du titre NBA.
Mais, une fois encore, Denver se fait éliminer au premier tour des playoffs, battu 4 à 1 par les Spurs de San Antonio.
Individuellement, Anthony, hormis l'incident, réalise une saison magnifique : il progresse dans tous les secteurs du jeu et termine la saison avec 29 points, 6 rebonds et 4 passes par match.
Il n'est initialement pas sélectionné pour le All-Star Game organisé à Las Vegas. Mais son coéquipier Allen Iverson, sélectionné pour l’événement, se blesse, et permet à Anthony d'être pour la première fois de sa carrière appelé à jouer le All-Star Game, match dans lequel il participe grandement à la victoire de la conférence Ouest avec 20 points et 9 rebonds.
Anthony réalise des bons playoffs face à l'un des meilleurs défenseurs de tous les temps Bruce Bowen, qui dira par la suite n'avoir jamais eu autant de mal face à un adversaire.

##### Saison 2007-2008

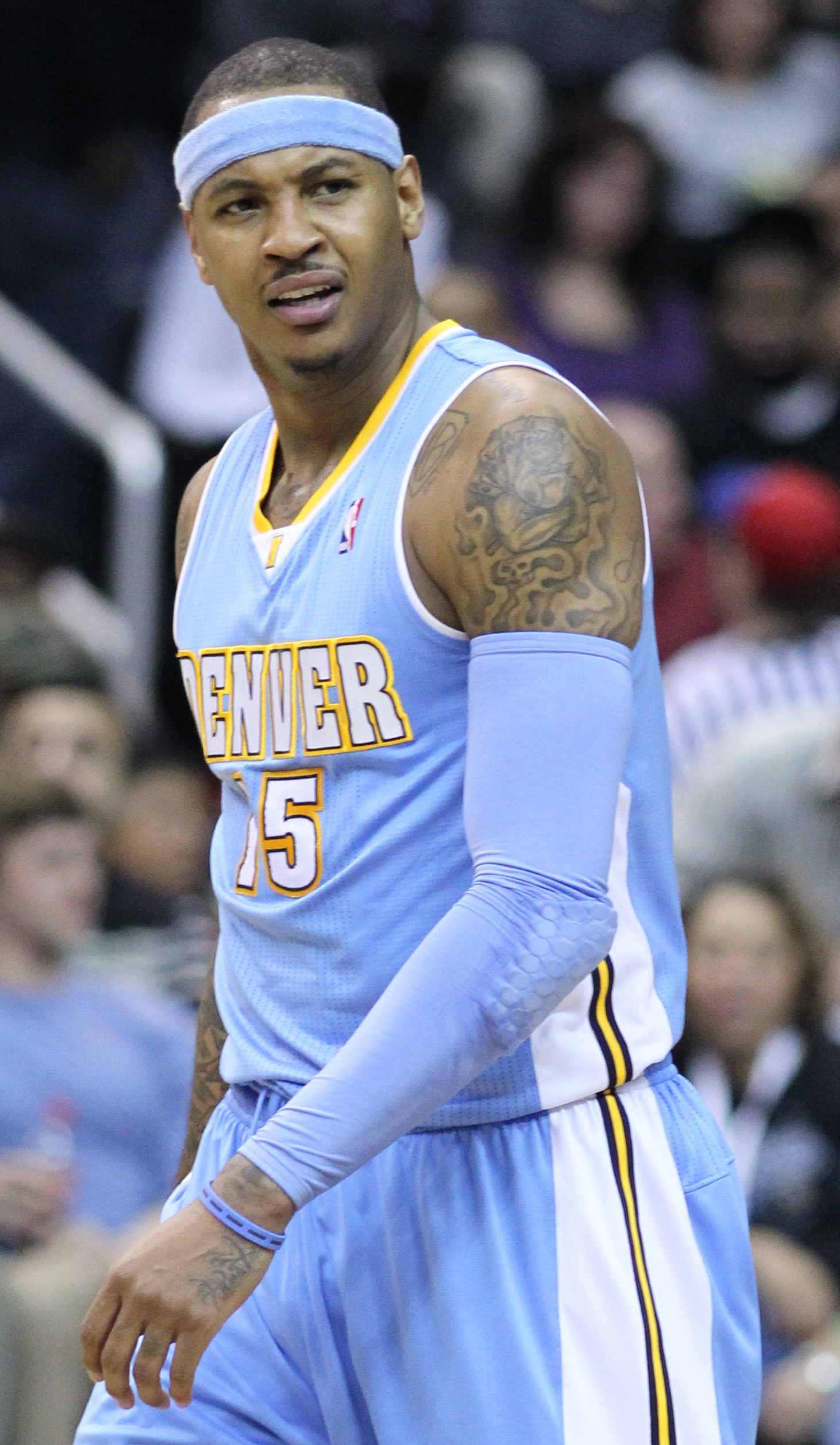
Anthony sous le maillot des Denver Nuggets, en 2011. Il porte généralement des accessoires tels qu'un bandeau et un basketball sleeve.

La saison 2007-2008 est décevante et l'entente Carmelo Anthony-Allen Iverson (malgré leur sélection pour le 5 de départ pour le All-Star Game) ne porte pas ses fruits. Cette impression se confirme en playoffs avec une élimination 4-0 au premier tour contre les Lakers, futurs finalistes.
Carmelo Anthony réalise sur le plan individuel une bonne saison avec 26 points, 7 rebonds et 3 passes par match. Il est également dans le 5 de départ de la Conférence Ouest pour le All-Star Game, dans lequel il marque 18 points et prend 7 rebonds.
Les Nuggets sont éliminés en playoffs face aux Lakers de Los Angeles et Carmelo Anthony réalise de mauvaises performances.

##### Saison 2008-2009
Denver décide d'échanger Iverson contre Chauncey Billups, ex-meneur des Pistons de Détroit, pour cette nouvelle saison, afin d'amener l'équipe au-delà du premier tour des playoffs. Le changement s'avère payant, puisque les Nuggets enchaînent les victoires, et progressent dans de nombreux secteurs de jeu, comme la défense.
La saison est très accomplie, puisque le meilleur bilan de l'histoire de la franchise (54 victoires pour 28 défaites) est égalé et Denver termine deuxième de la Conférence Ouest.
Les Nuggets battent les Hornets de la Nouvelle-Orléans 4-1 au premier tour des playoffs, avec un match 4 remporté 123-65 par Denver, égalant le plus gros écart jamais réalisé dans un match de playoffs ; puis éliminent les Mavericks de Dallas en demi-finale de Conférence 4-1, sur un tir victorieux d'Anthony dans le match 3. Denver échoue en finale de conférence 4-2 face aux Lakers. Cette saison reste l'une des plus abouties pour la franchise, à qui personne ne prédisait une telle performance initialement.
Anthony réalise une moins bonne saison statistique que les précédentes, mais il progresse en défense et devient un vrai leader grâce à Billups, véritable « grand frère » d'Anthony. Seul point noir de la saison : il se blesse à la main, le privant de 15 matches et du All-Star Game.
Carmelo Anthony réalise d'excellents playoffs, avec 27 points, 6 rebonds et 4 passes : il est le grand artisan du très bon parcours de son équipe.

##### Saison 2009-2010
Anthony réalise une très bonne première partie de saison, il bat son record de points à New York (son premier match à 50 points en carrière). Il est favori pour le titre de MVP mais il se blesse et finit sa saison plus discrètement (28,5 points).
Au terme de la saison, Carmelo Anthony refuse une prolongation de contrat de 65 millions de dollars pour trois ans de la part de son club, on lui attribue des envies incessantes de transfert, les rumeurs sont quotidiennes et presque toutes les franchises NBA se montrent intéressées si Anthony signe une extension de contrat dans leur équipe.

#### Knicks de New York (février 2011-septembre 2017)

##### Saison 2010-2011
Le 22 février 2011, il rejoint, avec son coéquipier Chauncey Billups, Amar'e Stoudemire aux Knicks de New York. New York termine la saison régulière à la sixième place de la Conférence Est avec un bilan de 42-40. Anthony finit avec 25,6 points, 7,3 rebonds et 2,9 passes.
En playoffs, les Knicks rencontrent les Celtics de Boston, troisième lors de la saison régulière dans la conférence Est. Les Knicks, malgré deux bons premiers matchs, voient Chauncey Billups et Amar'e Stoudemire se blesser ; sans deux de leurs meilleurs joueurs, les Knicks se font balayer (0-4). Toutefois, Anthony réalise d'excellentes prestations en playoffs avec 26 points, 10,3 rebonds et 4,8 passes.

##### Saison 2011-2012
Après la démission de Mike d'Antoni et la nomination de Mike Woodson au poste d'entraîneur, les Knicks vont enchaîner les victoires. Les statistiques d'Anthony sont en baisse jusqu'aux blessures de Jeremy Lin et d'Amar'e Stoudemire. Anthony porte l'équipe en fin de saison avec un match exceptionnel au Madison Square Garden face aux Bulls où il finit avec 43 points (son record avec les Knicks) dont un trois points pour envoyer les deux équipes en prolongation et le trois points de la victoire (100-99). Il réalise un autre match à 42 points contre Miami et un triple double (son deuxième en carrière) lors d'une victoire face au Celtics de Boston avec 35 points, 12 rebonds et 10 passes. Il est élu joueur du mois d'avril. L'équipe finit septième à l'Est et affronte le Heat de Miami au premier tour des playoffs. Les Knicks se font éliminer 4-1 par le Heat de Miami qui finit champion NBA.

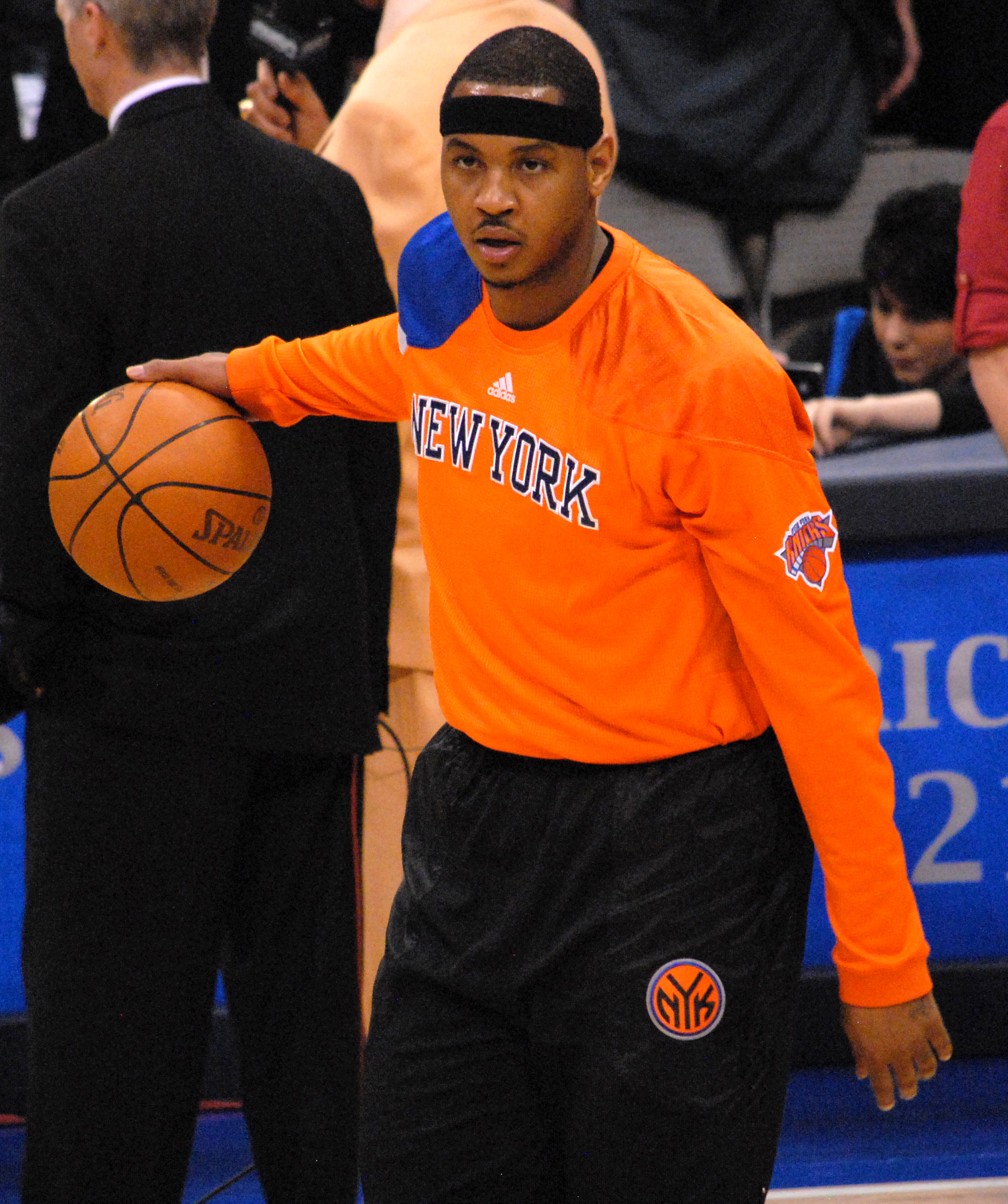
Carmelo Anthony à l'échauffement d'avant match, en 2012.

##### Saison 2012-2013
Après un excellent début de saison des Knicks, Anthony se blesse au doigt, il est indisponible pendant deux matchs, notamment lors de la victoire à Miami et la défaite à Chicago. Il fait son retour lors du match au Madison Square Garden face aux Nuggets de Denver, Les Knicks s'imposeront finalement face à l'ancien club de l'ailier new-yorkais.
Lors du match suivant, le derby face aux Nets, Anthony signe une performance plus que remarquable en inscrivant 45 points et permettant à New York de s'imposer. Il continue les excellentes performances comme celle contre Atlanta où il inscrit 9 tirs primés et lors du NBA All-Star Game, Chris Paul est élu MVP grâce à la victoire de l'équipe Ouest mais Anthony est le meilleur joueur à l'est avec 26 points et 12 rebonds. À la période de ce All-Star Week-end, Carmelo Anthony affiche des statistiques qui le placent dans le top 5 dans la course au MVP avec 29 points, 6 rebonds et 3 passes décisives par match et un bon bilan de l'équipe.
Cette saison-là, entre le 16 novembre et le 1er février, « Melo » enchaîne 31 matchs à 20 points ou plus, dépassant ainsi les 29 rencontres consécutives de Richie Guerin.
Par la suite, New York est touché par les blessures comme celle un peu plus tôt de Raymond Felton et les résultats sont médiocres, ce qui diminue les chances de Carmelo Anthony d'être MVP mais il reste favori à la lutte avec Kevin Durant pour être le meilleur marqueur de la ligue. Fin février, les Knicks recrutent Kenyon Martin, ancien partenaire d'Anthony aux Nuggets.
Le 2 avril, pour la troisième fois de sa carrière, il marque 50 points lors d'une victoire 102-90 sur le parquet du Heat de Miami avec un excellent 18/26 (dont 7/10 à trois points et 7/8 aux lancers francs). Il prend également 2 rebonds, effectue 2 passes, une interception et un contre pour aucune perte de balle. Cette victoire permet aux Knicks de remporter une neuvième victoire consécutive. Il s'ensuit une série de cinq matchs consécutifs à plus de 35 points et 60 % de réussite aux tirs, égalant le grand Wilt Chamberlain. Bien sûr, ses performances lui permettent d'obtenir le titre de joueur du mois d'avril 2013 de la conférence Est.
Il remporte alors le trophée du meilleur marqueur de la saison 2012-2013, devançant Kevin Durant avec une moyenne de 28,7 points par match.
En playoffs, les Knicks portés entre autres par Anthony et J.R. Smith, battent Boston au premier tour 4-2. Gagnant 3-0, ils avaient vu le "sweep" trop vite et après 2 défaites, ont mis fin à l'éternel duo des Celtics, Kevin Garnett et Paul Pierce, les deux joueurs étant par la suite transférés chez les Nets. New York s'incline sur le même score en demi-finale de conférence face à Indiana. Carmelo Anthony avait une luxation de l'épaule depuis la série contre les Celtics et J.R. Smith est passé au travers de sa série. Anthony réalise tout de même de très bons playoffs avec 28,8 points et 6,6 rebonds. Les Knicks n'ont pas réussi à jouer aussi bien qu'en saison régulière, mais les saisons à venir s'annoncent prometteuses avec la révélation Iman Shumpert lors de la série face aux Pacers. C'est la saison la plus aboutie d'Anthony, il termine même troisième au classement de MVP derrière LeBron James et Kevin Durant.

##### Saison 2013-2014
Les Knicks réalisent un mauvais début de saison 2013-2014, mais le niveau très faible de la division Atlantique leur offre toujours la possibilité de se qualifier pour les playoffs. Anthony effectue un bon début de saison statistiquement, avec notamment un match à 45 points contre les Rockets de Houston et un match à 26 points et 20 rebonds contre les Clippers (le deuxième "double" double-double de sa carrière). En janvier, Anthony marque 62 points (23 sur 35 au tir et 63 d'évaluation) face aux Bobcats de Charlotte, établissant un nouveau record personnel, un record de points pour la franchise (battant le record de 60 points établi par Bernard King) et un record de points pour la saison et également au Madison Square Garden(battant le record de 61 points établi par Kobe Bryant). Lors de ce match, il prend également 13 rebonds et ne perd aucun ballon. Le 28 février 2014, lors de la défaite des siens contre les Warriors de Golden State, il se blesse à la main droite. Les Knicks sont à la lutte avec les Hawks d'Atlanta pour la huitième place de la conférence Est. Mais Atlanta bat le Heat de Miami et les Nets de Brooklyn pour s'adjuger la huitième place qualificative pour les playoffs. Pour la première fois de sa carrière, Anthony ne dispute pas les playoffs. Lors de cette saison, il marque en moyenne 27,4 points par match, capte 8,1 rebonds (meilleur moyenne en carrière au rebond), délivre 3,1 passes. Il effectue également 0,7 contre par match, ce qui constitue sa meilleure moyenne au contre. Il bat également ses records d'adresse à trois points (40,2 %) et aux lancers francs (84,8 %).

##### Saison 2014-2015
Durant l'été 2014, Anthony signe un nouveau contrat de 124 millions de dollars sur cinq ans avec les Knicks. Ces derniers commencent la saison avec un nouvel entraîneur, Derek Fisher, et un nouveau président, Phil Jackson. Ils débutent par une énorme défaite à domicile face aux Bulls de Chicago 104-80. Lors du deuxième match, les Knicks s'imposent sur le parquet des Cavaliers de Cleveland 95 à 90, gâchant le grand retour de LeBron James à Cleveland. Anthony franchit la barre des 20 000 points en carrière lors du troisième match de la saison. C'est le quarantième joueur à atteindre ce seuil ainsi que le sixième plus jeune joueur[réf. nécessaire]. Les Knicks enchaînent sept défaites d'affilée, où Anthony est très maladroit aux tirs, 5 sur 21 contre Détroit et 5 sur 20 contre Brooklyn. Il marque 46 points contre le Jazz de l'Utah mais les Knicks s’inclinent à la dernière seconde sur un tir de Trey Burke.
Les Knicks réalisent une très mauvaise saison et préfèrent adopter une stratégie visant à décrocher un joueur du top 5 de la draft 2015. La saison d'Anthony s'arrête juste après le All-Star Game 2015 joué au Madison Square Garden sur une opération du genou. Ses statistiques sont de 24,2 points et 6,6 rebonds en 40 matchs joués. Les Knicks terminent la saison régulière avec un bilan de 17 victoires pour 65 défaites.

##### Saison 2015-2016
La saison 2015-2016 est meilleure pour les Knicks notamment à l'intérieur grâce au rookie Kristaps Porziņģis et à l'apport de Robin Lopez. Les Knicks n'arrivent toujours pas à se qualifier pour les playoffs et passent de 17 victoires à 32 victoires. Le record de points d'Anthony sur cette saison est de 37 points à deux reprises le 31 octobre 2015 face aux Wizards de Washington (victoire 117-110) et face aux Trail Blazers de Portland le 12 décembre 2015 (victoire 112-110).

##### Saison 2016-2017
Anthony ayant demandé à Phil Jackson de renforcer l'équipe. Les Knicks échangent Robin Lopez, José Calderon et Jerian Grant contre Derrick Rose, Justin Holiday et un choix du second tour de la draft 2017. Les Knicks recrutent Joakim Noah et Courtney Lee. Ils recrutent également Brandon Jennings qui devrait être le sixième homme de l'équipe. Anthony déclare être satisfait du recrutement des Knicks. Anthony voulait recruter son ami Dwyane Wade qui est finalement parti aux Bulls de Chicago.
Le 12 mars 2017, grâce à ses 27 points inscrits contre les Nets de Brooklyn, « Melo » devient le troisième joueur de l’histoire de la NBA à marquer plus de 10 000 points avec 2 équipes différentes (les deux autres sont Kareem Abdul-Jabbar et Elvin Hayes).
Avec un résultat de 31 victoires pour 51 défaites, les Knicks, encore une fois, ne parviennent pas à se qualifier pour les play-offs.

#### Thunder d'Oklahoma City (septembre 2017 - juillet 2018)

##### Saison 2017-2018
Le 23 septembre 2017, Melo est transféré au Thunder d'Oklahoma City contre Enes Kanter, Doug McDermott et un second tour de la draft NBA 2018. Il forme un nouveau "Big-Three" avec la star de l'équipe, Russell Westbrook et l'autre recrue phare, Paul George.
Dès le début de la saison, il devient le premier joueur de l'histoire du Thunder à marquer au minimum 20 points dans ses 6 premiers matchs. Troisième option en attaque des systèmes de l'entraîneur Billy Donovan, les statistiques d'Anthony vont baisser, notamment son adresse au tir. Ainsi, au cours de la saison régulière, il va réaliser plusieurs performances médiocres : le 18 décembre, il marque 4 points contre les Nuggets de Denver en 31 minutes (2/6 au tir - 0/3 à 3 points), le 6 février contre les Warriors de Golden State il n'inscrit aucun point en 6 minutes (0/4 au tir), le 10 mars contre les Spurs de San Antonio, il marque juste un panier à 2 points en 32 minutes de jeu (1/7 au tir dont 0/3 à 3 points). Son record de la saison est de 29 points (11/19 dont 3/6 à 3 points) en 28 minutes de jeu le 20 janvier 2018 contre les Cavaliers de Cleveland.
D'après Anthony, les systèmes de jeu mis en place "cassaient" son rythme. C'est sa première saison en carrière avec moins de 20 points par match (16,2 points de moyenne à 40 % au tir et 36 % à trois points). Le Thunder termine la saison à la 4e place de la conférence Ouest (48 victoires - 34 défaites).
Il retrouve les playoffs, après 4 ans d'absence, mais le Thunder se fait éliminer dès le premier tour contre le Jazz de l'Utah en 6 matches. Au cours de cette série éliminatoire, l'impact d'Anthony est faible.

#### Rockets de Houston (août 2018-janvier 2019)
En juillet 2018, Anthony abandonne une clause de son contrat avec le Thunder qui lui interdit d'être échangé. Il est alors envoyé aux Hawks d'Atlanta dans un échange à trois équipes. Dennis Schröder, des Hawks, et Timothé Luwawu-Cabarrot, des 76ers de Philadelphie, arrivent alors à Oklahoma City. Peu après, Anthony rachète, pour 2,4 millions de dollars son contrat avec les Hawks pour devenir free agent,.
En août 2018, Anthony rejoint les Rockets de Houston, un prétendant au titre. Le contrat est d'un an pour 2,4 millions de dollars. Il reçoit en plus, des Hawks, les 25,4 millions de dollars qui étaient prévus pour la saison 2018-2019 au terme de son précédent contrat.
Tout comme au Thunder, son arrivée permet de former un nouveau Big-Three avec James Harden et son ami de longue date Chris Paul. Il y retrouve également Mike D'Antoni, son entraîneur à New York entre 2010 et 2012.
Mais une nouvelle fois, les performances d'Anthony sont en dessous des attentes. Très peu présent en défense et de moins en moins efficace et précis aux tirs, il est laissé de côté par les Rockets au bout de 10 matchs. Il quitte les Rockets avec des moyennes de 13,4 points (40 % aux tirs) et 5,4 rebonds en presque 30 minutes de jeu.
Le 22 janvier 2019, il est envoyé aux Bulls de Chicago. Il est coupé, par la suite, par la franchise de l'Illinois et devient agent libre.

#### Trail Blazers de Portland (2019-2021)
Le 14 novembre 2019, il conclut un accord pour un contrat non-garanti avec les Trail Blazers de Portland. Il signe officiellement cinq jours plus tard et porte le numéro 00. Début décembre, après de bonnes performances, il voit son contrat garanti jusqu'à la fin de la saison.
Le 7 janvier 2020, il marque 28 points (10/17 et 5/8 à trois points), prend 7 rebonds et inscrit le tir décisif face aux Raptors à Toronto. Il s'agit de son 17e tir en carrière pour prendre l'avantage dans les cinq dernières secondes d'une rencontre. C'est le plus grand nombre de tirs de ce genre depuis son entrée dans la NBA en 2003-2004.
À l'intersaison 2020, Melo re-signe avec les Trail Blazers.

#### Lakers de Los Angeles (2021-2022)
Agent libre à l'été 2021, Carmelo Anthony signe un contrat d'un an avec les Lakers de Los Angeles.

#### Retraite
Après un an sans jouer, Carmelo Anthony annonce sa retraite sportive le 22 mai 2023,.

### Carrière en sélection nationale

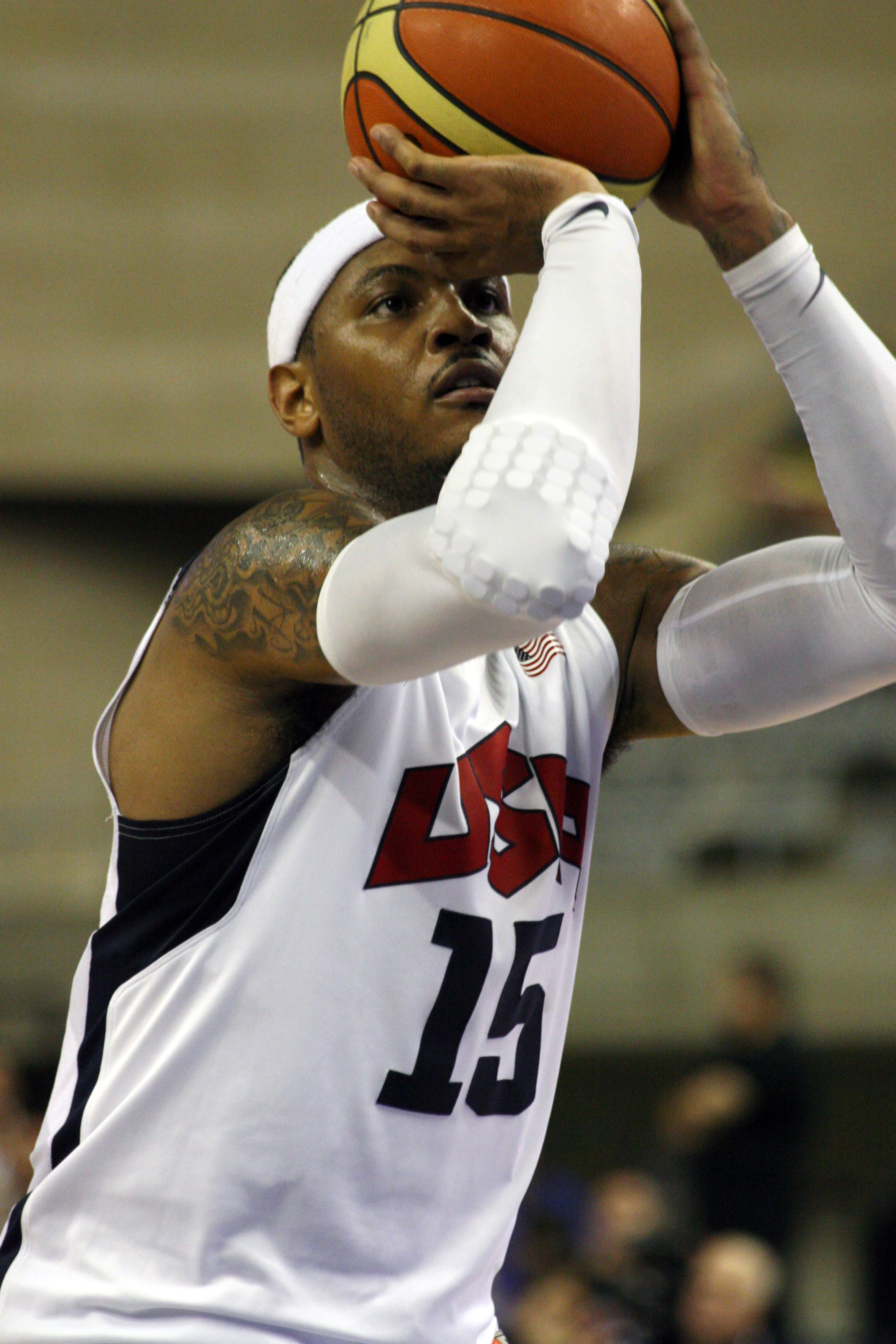
Anthony tentant un lancer franc lors des Jeux olympiques d'été de 2012.

Il remporte la médaille de bronze aux Jeux olympiques d'Athènes en 2004, même si lui et les deux autres joueurs de la draft 2003, LeBron James et Dwyane Wade, ne jouent quasiment pas du tournoi.
Deux ans plus tard, il est un des trois co-capitaines de la sélection américaine avec LeBron James et Dwyane Wade pour le championnat du monde au Japon. Avec cette sélection, il remporte la médaille de bronze. Anthony finit dans le meilleur cinq de la compétition.
De nouveau présent avec sélection américaine, il remporte la médaille d'or aux Jeux olympiques de Pékin, il termine deuxième meilleur marqueur de l'équipe, derrière Dwyane Wade.
Aux Jeux olympiques de Londres, il réalise une performance exceptionnelle de 37 points en 14 minutes jouées à 10/12 aux tirs à trois points lors d'une victoire 156-73 contre le Nigeria (83 points d'écart, record également pour une équipe américaine), battant au passage l'ancien record de points inscrits par un joueur américain lors des Jeux olympiques jusque-là détenu par Stephon Marbury en 2004. Il s'agit de la deuxième meilleure réalisation pour un joueur américain toutes compétitions officielles confondues derrière les 38 points de Kevin Durant lors du championnat du monde en 2010.
Aux Jeux olympiques de Rio, Carmelo Anthony est capitaine de l'équipe des États-Unis. Il remporte la médaille d'or et devient le premier joueur de l'histoire à obtenir 3 médailles d'or consécutives. Il bat également le record de LeBron James et devient le meilleur marqueur de l'histoire de l'équipe américaine.

### Vie privée
Carmelo Anthony est marié depuis le 10 juillet 2010 à La La Anthony et a un fils, Kiyan Anthony (en) (né en 2007). En juin 2021, La La Anthony demande le divorce.

## Palmarès

### Universitaire
Pour sa seule saison universitaire, il remporte le titre en 2003 avec l'équipe de l'Orange de Syracuse. Il est élu Most Outstanding Player (meilleur joueur) du Final Four.
Sa saison est récompensée par un titre de meilleur joueur de première année de NCAA par la USBWA, United States Basketball Writers Association. Il figure dans la deuxième équipe de la NCAA, Consensus All-America Teams.
Il est désigné Best Male College Athlete ESPY Award (en) en 2003.

### NBA

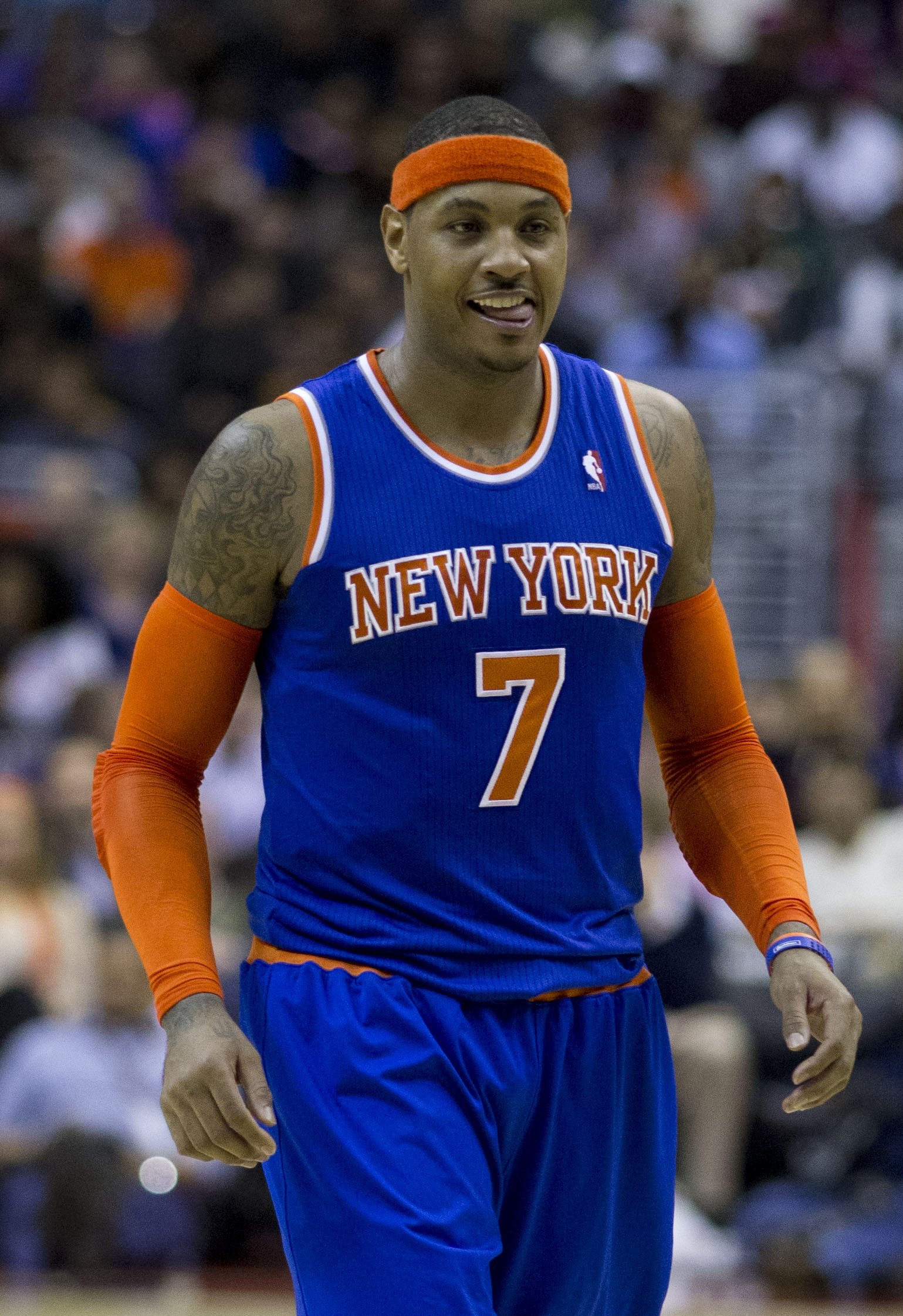
Carmelo Anthony en novembre 2013.

#### En franchise
- Champion de la Division Nord-Ouest en 2006, 2009 et 2010 avec les Nuggets de Denver.
- Champion de la Division Atlantique en 2013 avec les Knicks de New York.

#### Distinctions personnelles
- All-NBA Second Team en 2010 et 2013[28].
- All-NBA Third Team en 2006, 2007, 2009 et 2012[28].
- 10 sélections au NBA All-Star Game en 2007, 2008, 2010, 2011, 2012, 2013, 2014, 2015, 2016 et 2017
- All-Rookie First Team en 2004[29].
- MVP du Rookie Challenge en 2005.
- Meilleur marqueur NBA en 2013 avec 28,7 points/match[30].
- Joueur ayant passé le plus de minutes sur le terrain en moyenne lors de la saison 2013-2014 avec 38,7 minutes de temps de jeu par match (ex æquo avec Jimmy Butler)[31].
- Vainqueur du MTV Challenge Slam Dunk en 2004.
- Rookie du mois de la Conférence Ouest lors des mois de novembre, décembre, janvier, février, mars et avril de la saison 2003-2004.
- Joueur du mois de la Conférence Ouest lors des mois de mars de la saison 2005-2006 et novembre de la saison 2009-2010; et de la Conférence Est en avril 2012 et 2013, ainsi qu'en janvier 2014[32].
- 19 fois Joueur de la semaine dont 11 fois joueur de la semaine de la conférence Ouest et 8 fois joueur de la semaine de la conférence Est[33].

### Sélection nationale
- Médaillé de bronze aux Jeux olympiques d'été de 2004.
- Médaillé de bronze au championnat du monde 2006.
- Médaillé d'or au championnat des Amériques 2007.
- Médaillé d'or aux Jeux olympiques d'été de 2008.
- Médaillé d'or aux Jeux olympiques d'été de 2012.
- Médaillé d'or aux Jeux olympiques d'été de 2016.

## Statistiques en carrière

### En NCAA
| Saison    | Équipe   | Matchs | Titul. | Min./m | % Tir | % 3pts | % LF | Rbds/m. | Pass/m. | Int/m. | Ctr/m. | Pts/m. |
| --------- | -------- | ------ | ------ | ------ | ----- | ------ | ---- | ------- | ------- | ------ | ------ | ------ |
| 2002-2003 | Syracuse | 35     | 35     | 36,4   | 45,3  | 33,7   | 70,6 | 9,74    | 2,20    | 1,49   | 0,86   | 22,23  |

### En NBA

#### Saison régulière
Légende :
| Leader de la ligue |

gras = ses meilleures performances
Statistiques en match en saison régulière de Carmelo Anthony
| Saison        | Équipe          | Matchs | Titul. | Min./m | % Tir | % 3pts | % LF | Rbds/m. | Pass/m. | Int/m. | Ctr/m. | Pts/m. |
| ------------- | --------------- | ------ | ------ | ------ | ----- | ------ | ---- | ------- | ------- | ------ | ------ | ------ |
| 2003-2004     | Denver          | 82     | 82     | 36,5   | 42,6  | 32,2   | 77,7 | 6,07    | 2,77    | 1,18   | 0,50   | 21,04  |
| 2004-2005     | Denver          | 75     | 75     | 34,8   | 43,1  | 26,6   | 79,6 | 5,68    | 2,59    | 0,91   | 0,40   | 20,77  |
| 2005-2006     | Denver          | 80     | 80     | 36,8   | 48,1  | 24,3   | 80,8 | 4,92    | 2,70    | 1,10   | 0,53   | 26,52  |
| 2006-2007     | Denver          | 65     | 65     | 38,2   | 47,6  | 26,8   | 80,8 | 6,02    | 3,83    | 1,18   | 0,35   | 28,94  |
| 2007-2008     | Denver          | 77     | 77     | 36,4   | 49,2  | 35,4   | 78,6 | 7,42    | 3,36    | 1,27   | 0,51   | 25,69  |
| 2008-2009     | Denver          | 66     | 66     | 34,5   | 44,3  | 37,1   | 79,3 | 6,82    | 3,36    | 1,14   | 0,36   | 22,79  |
| 2009-2010     | Denver          | 69     | 69     | 38,2   | 45,8  | 31,6   | 83,0 | 6,58    | 3,22    | 1,28   | 0,43   | 28,16  |
| 2010-2011     | Denver/New York | 77     | 77     | 35,7   | 45,5  | 37,8   | 83,8 | 7,31    | 2,87    | 0,88   | 0,60   | 25,58  |
| 2011-2012*    | New York        | 55     | 55     | 34,1   | 43,0  | 33,5   | 80,4 | 6,25    | 3,64    | 1,15   | 0,44   | 22,64  |
| 2012-2013     | New York        | 67     | 67     | 37,0   | 44,9  | 37,9   | 83,0 | 6,87    | 2,55    | 0,78   | 0,48   | 28,66  |
| 2013-2014     | New York        | 77     | 77     | 38,7   | 45,2  | 40,2   | 84,8 | 8,08    | 3,16    | 1,23   | 0,66   | 27,43  |
| 2014-2015     | New York        | 40     | 40     | 35,7   | 44,4  | 34,1   | 79,7 | 6,60    | 3,05    | 1,00   | 0,42   | 24,15  |
| 2015-2016     | New York        | 72     | 72     | 35,1   | 43,4  | 33,9   | 82,9 | 7,72    | 4,15    | 0,86   | 0,53   | 21,85  |
| 2016-2017     | New York        | 74     | 74     | 34,3   | 43,3  | 36,0   | 83,3 | 5,91    | 2,86    | 0,85   | 0,41   | 22,42  |
| 2017-2018     | Oklahoma City   | 78     | 78     | 32,1   | 40,4  | 35,7   | 76,7 | 5,81    | 1,32    | 0,60   | 0,63   | 16,17  |
| 2018-2019     | Houston         | 10     | 2      | 29,4   | 40,5  | 32,8   | 68,2 | 5,40    | 0,50    | 0,40   | 0,70   | 13,40  |
| 2019-2020     | Portland        | 58     | 58     | 32,8   | 43,0  | 38,5   | 84,5 | 6,35    | 1,51    | 0,84   | 0,46   | 15,43  |
| 2020-2021     | Portland        | 69     | 3      | 24,5   | 42,1  | 40,9   | 89,0 | 3,10    | 1,51    | 0,67   | 0,55   | 13,39  |
| 2021-2022     | L.A. Lakers     | 69     | 5      | 26,0   | 44,1  | 37,5   | 83,0 | 4,17    | 0,98    | 0,68   | 0,75   | 13,31  |
| Carrière      | Carrière        | 1260   | 1122   | 34,5   | 44,7  | 35,5   | 81,4 | 6,2     | 2,7     | 1,0    | 0,5    | 22,5   |
| All-Star Game | All-Star Game   | 10     | 8      | 26,2   | 50,7  | 32,7   | 72,7 | 7,50    | 1,10    | 0,50   | 0,30   | 18,50  |

Note: * Cette saison est réduite de 82 à 66 match en raison du lock-out

Dernière modification après saison 2021-2022

#### Playoffs
Statistiques en match en playoffs de Carmelo Anthony
| Saison   | Équipe        | Matchs | Titul. | Min./m | % Tir | % 3pts | % LF | Rbds/m. | Pass/m. | Int/m. | Ctr/m. | Pts/m. |
| -------- | ------------- | ------ | ------ | ------ | ----- | ------ | ---- | ------- | ------- | ------ | ------ | ------ |
| 2004     | Denver        | 4      | 4      | 35,8   | 32,8  | 18,2   | 80,0 | 8,25    | 2,75    | 1,25   | 0,00   | 15,00  |
| 2005     | Denver        | 5      | 5      | 36,0   | 42,2  | 0,0    | 81,2 | 5,40    | 2,00    | 0,60   | 0,20   | 19,20  |
| 2006     | Denver        | 5      | 5      | 38,5   | 33,3  | 0,0    | 75,0 | 6,60    | 2,80    | 0,80   | 0,20   | 21,00  |
| 2007     | Denver        | 5      | 5      | 42,0   | 48,0  | 50,0   | 79,5 | 8,60    | 1,20    | 1,00   | 0,00   | 26,80  |
| 2008     | Denver        | 4      | 4      | 36,6   | 36,4  | 25,0   | 82,8 | 9,50    | 2,00    | 0,50   | 0,25   | 22,50  |
| 2009     | Denver        | 16     | 16     | 38,2   | 45,3  | 36,4   | 82,6 | 5,81    | 4,06    | 1,75   | 0,62   | 27,19  |
| 2010     | Denver        | 6      | 6      | 42,3   | 46,4  | 31,6   | 87,7 | 8,50    | 3,33    | 2,00   | 0,50   | 30,67  |
| 2011     | New York      | 4      | 4      | 38,9   | 37,5  | 34,6   | 85,3 | 10,25   | 4,75    | 1,25   | 0,75   | 26,00  |
| 2012     | New York      | 5      | 5      | 40,8   | 41,9  | 22,2   | 75,6 | 8,20    | 2,20    | 1,20   | 0,20   | 27,80  |
| 2013     | New York      | 12     | 12     | 40,1   | 40,6  | 29,8   | 88,5 | 6,58    | 1,58    | 1,08   | 0,17   | 28,83  |
| 2018     | Oklahoma City | 6      | 6      | 32,3   | 37,5  | 21,4   | 73,3 | 5,67    | 0,33    | 1,67   | 0,67   | 11,83  |
| 2020     | Portland      | 5      | 5      | 35,2   | 41,2  | 42,1   | 85,7 | 5,00    | 2,00    | 1,00   | 0,40   | 15,20  |
| 2021     | Portland      | 6      | 0      | 23,8   | 41,7  | 37,8   | 90,9 | 3,20    | 1,50    | 0,30   | 0,20   | 12,30  |
| Carrière | Carrière      | 83     | 77     | 37,3   | 41,4  | 32,4   | 82,6 | 6,71    | 2,45    | 1,20   | 0,34   | 23,10  |

## Records en NBA

### Sur une rencontre
Les records personnels de Carmelo Anthony en NBA sont les suivants, :
| Record de la franchise |

| Type de statistique        | Saison régulière | Saison régulière          | Saison régulière | Playoffs | Playoffs                       | Playoffs      |
| Type de statistique        | Record           | Adversaire                | Date             | Record   | Adversaire                     | Date          |
| -------------------------- | ---------------- | ------------------------- | ---------------- | -------- | ------------------------------ | ------------- |
| Points                     | 62               | Bobcats de Charlotte      | 24 janvier 2014  | 42       | 2 fois                         | 2 fois        |
| Paniers marqués            | 23               | Bobcats de Charlotte      | 24 janvier 2014  | 18       | Jazz de l'Utah                 | 17 avril 2010 |
| Paniers tentés             | 36               | @ Hawks d'Atlanta         | 29 janvier 2017  | 35       | @ Celtics de Boston            | 28 avril 2013 |
| Paniers à 3 points réussis | 9                | Hawks d'Atlanta           | 27 janvier 2013  | 4        | 7 fois                         | 7 fois        |
| Paniers à 3 points tentés  | 13               | @ Pacers de l'Indiana     | 10 avril 2011    | 9        | 2 fois                         | 2 fois        |
| Lancers francs réussis     | 19               | 3 fois                    | 3 fois           | 16       | @ Celtics de Boston            | 28 avril 2013 |
| Lancers francs tentés      | 24               | @ Hawks d'Atlanta         | 18 décembre 2005 | 20       | @ Celtics de Boston            | 28 avril 2013 |
| Rebonds offensifs          | 12               | Rockets de Houston        | 20 décembre 2007 | 7        | @ Lakers de Los Angeles        | 20 avril 2008 |
| Rebonds défensifs          | 15               | @ Suns de Phoenix         | 15 novembre 2010 | 12       | @ Celtics de Boston            | 19 avril 2011 |
| Rebonds totaux             | 22               | @ Suns de Phoenix         | 15 novembre 2010 | 17       | @ Celtics de Boston            | 19 avril 2011 |
| Passes décisives           | 11               | @ Thunder d'Oklahoma City | 4 février 2009   | 9        | Hornets de La Nouvelle-Orléans | 22 avril 2009 |
| Interceptions              | 6                | @ Bulls de Chicago        | 31 octobre 2013  | 5        | @ Mavericks de Dallas          | 11 mai 2009   |
| Contres                    | 4                | 4 fois                    | 4 fois           | 2        | 6 fois                         | 6 fois        |
| Balles perdues             | 10               | Bulls de Chicago          | 21 novembre 2006 | 9        | @ Jazz de l'Utah               | 25 avril 2010 |
| Minutes jouées             | 55               | @ Bucks de Milwaukee      | 18 décembre 2013 | 46       | Hornets de La Nouvelle-Orléans | 29 avril 2009 |

- Double-double : 189 (dont 16 en playoffs)
- Triple-double : 2

Dernière mise à jour : 17 juillet 2022

### En carrière
- Il a détenu le record du nombre de points inscrits en un quart-temps : 33 (troisième quart-temps) le 10 décembre 2008 contre les Timberwolves du Minnesota. Il est codétenteur de ce record avec George Gervin[37]. Le record est battu en janvier 2015 par Klay Thompson.

## Gains financiers
| Année       | Équipe                | Salaire       |
| ----------- | --------------------- | ------------- |
| 2003-2004   | Nuggets de Denver     | 3 229 200 $   |
| 2004-2005   | Nuggets de Denver     | 3 471 360 $   |
| 2005-2006   | Nuggets de Denver     | 3 713 640 $   |
| 2006-2007   | Nuggets de Denver     | 4 694 041 $   |
| 2007-2008   | Nuggets de Denver     | 13 041 250 $  |
| 2008-2009   | Nuggets de Denver     | 14 410 581 $  |
| 2009-2010   | Nuggets de Denver     | 15 779 912 $  |
| 2010-2011   | Knicks de New York    | 17 149 243 $  |
| 2011-2012   | Knicks de New York    | 18 518 574 $  |
| 2012-2013   | Knicks de New York    | 19 450 000 $  |
| 2013-2014   | Knicks de New York    | 22 407 474 $  |
| 2014-2015*  | Knicks de New York    | 22 458 000 $  |
| 2015-2016   | Knicks de New York    | 22 875 000 $  |
| Total Gains | Total Gains           | 181 198 275 $ |
| 2016-2017   | Knicks de New York    | 24 559 380 $  |
| 2017-2018   | Oklahoma City Thunder | 26 243 760 $  |

Note : * Pour la saison 2014-2015, le salaire moyen d'un joueur évoluant en NBA est de 4 500 000 $.

## Télévision et cinéma
- 2014 : Sons of Anarchy saison 7, épisode 8 : un garde du corps de Moses Cartwright
- 2011 : New York, unité spéciale (saison 13, épisode 2) : « le coach suprême » dans son propre rôle
- 2009 : Dans ses rêves : lui-même
- 2016 : Ninja Turtles 2 : lui-même

## En dehors du sport
Carmelo Anthony fait son entrée au Musée de Madame Tussauds de New York en 2012, et a même fait une surprise aux visiteurs du musée en se faisant passer pour sa figure de cire.
En 2009, Carmelo Anthony sort une nouvelle paire de chaussures Nike pour le basketball, les Nike Air Jordan Melo M6, le numéro suivant le M changera au fil des années, en 2012 Anthony présente les Nike Air Jordan Melo M9.

## Pour approfondir